# Resentment (canção de Kesha)
"Resentment" é uma canção da cantora estadunidense Kesha com Brian Wilson, Sturgill Simpson e Wrabel. Foi lançada como terceiro single do álbum de Kesha, High Road, em 12 de dezembro de 2019.

## Antecedentes e promoção
Em 12 de dezembro, Kesha escreveu uma publicação sobre o futuro lançamento de uma canção chamada "Resentment". No texto, ela diz estar ansiosa para "compartilhar essa canção incrivelmente especial". Mais tarde naquele dia, ela descreveu resumidamente a criação da canção. Ela descreveu Brian Wilson como "um dos [seus] heróis pessoais da música", disse ter "todo o respeito do mundo" por Sturgill Simpson e descreveu Wrabel como um "compositor insanamente talentoso".

## Vídeo musical
O vídeo musical foi lançado em 12 de dezembro de 2019. O vídeo mostra Kesha vagando sem rumo em um quarto de hotel, lutando contra seus demônios interiores, enquanto seus convidados musicais oferecem suas vozes do além.

## Apresentações ao vivo
Desde o lançamento da canção, Kesha já a apresentou ao vivo diversas vezes, incluindo uma versão instrumentalmente simplificada para a Vevo e em programas de televisão incluindo The Tonight Show Starring Jimmy Fallon e The Late Late Show with James Corden.

## Histórico de lançamentos
| Região    | Data                   | Formato(s)                 | Gravadora(s) | Ref.   |
| --------- | ---------------------- | -------------------------- | ------------ | ------ |
| Mundo     | 12 de dezembro de 2019 | Download digital streaming | Kemosabe RCA | [ 17 ] |
| Austrália | 13 de dezembro de 2019 | Contemporary hit radio     | RCA Sony     | [ 18 ] |